# カンテレ通信
『カンテレ通信』（カンテレつうしん）は、関西テレビで2014年4月20日から毎月第3・第4日曜日の朝6:30 - 7:00（JST）に放送されている自己批評番組である。2018年4月から、5時半に放送時間が1時間繰り上がったが、2019年4月からは再び現在の時刻に戻った。

## 概要
2014年3月まで放送されていた『テレビのミカタ』（毎月第3または4週日曜に放送）と『月刊カンテレ批評』（毎月最終日曜に放送）の2番組を統合して始まった関西テレビの自己批評番組。関西テレビの番組について、より掘り下げた情報を提供し、視聴者からの声に耳を傾け、信頼される放送局を目指していくのが本番組のコンセプト。
2015年4月19日放送分から、タイトルロゴが同年3月30日から使用している「8 カンテレ」の新ロゴタイプと同一の物に一新された。
2018年4月からは日曜が5日ある月は月3回、いずれもあさ5：30～放送に変更したが、1年後の2019年4月には再び毎月第3・4日曜あさ6：30～の放送に戻った。
なお、2023年7月23日放送分は、FNS27時間テレビが放送されるため、23日分を1週間繰り上げの16日に放送、翌週（23日）に番組を休止した。

## 出演者

### 司会
- 林弘典（関西テレビアナウンサー、2018年7月15日 - ）[1]
- 関純子（関西テレビアナウンサー、2014年4月20日 - ）

### コメンテーター
- わかぎゑふ（劇作家、2014年4月20日 - ）
- しまだあや（2024年3月17日 -）
- 立岩陽一郎（大阪芸術大学短期大学部 教授 2024年3月17日 -）
- 飯田豊（立命館大学産業社会学部教授　2024年4月21日 -）[2]

### 天気解説
- 片平敦（気象予報士、防災士、不定期） - ご意見ピックアップのコーナーで天気に関する視聴者の疑問に答える。

### アナウンス用語解説
- 豊田康雄（関西テレビアナウンサー、不定期） - ご意見ピックアップのコーナーでアナウンス用語に関する視聴者の疑問に答える。

### 過去の出演者

#### 司会
- 石巻ゆうすけ（当時関西テレビアナウンサー、2014年4月20日 - 2018年6月24日）[3]

#### コメンテーター
- 若一光司（作家、2014年4月20日 - 2016年3月27日）
- 影山貴彦（同志社女子大学教授、2016年4月17日 -2019年6月23日）
- 佐藤卓己（京都大学大学院教育学研究科 教授、2019年7月21日 - 2024年2月25日）

## 主な内容
ご意見ピックアップ
『月刊カンテレ批評』の「視聴者の声」コーナーを継承したもの。関西テレビで放送された番組に関する視聴者からの意見・批判などを紹介する。
（カンテレ批評時代同様、公式サイトでも番組で紹介された意見を過去6か月分掲載している。担当部署からの回答は当初は掲載されなかったが、後に掲載されるようになった）。
カンテレEYE
関西テレビで放送されている番組から、メディア・リテラシーについての情報を提供する。
関西テレビ CSRファイル
エリアの視聴者が暮らす社会への貢献や、文化振興など企業市民として関西テレビが参画するCSR活動についてお知らせ、検証する。
関西テレビ番組審議会報告
放送前月に行われた関西テレビ番組審議会の内容を視聴者に報告する。

## スタッフ

### 現在
- 衣装協力：ANNA BASSANI、GRAN YAMAKI
- 制作協力：メディアプルポ
- 製作著作：関西テレビ